# Villa Rio Esporte Clube
Villa Rio Esporte Clube é uma agremiação esportiva da cidade do Rio de Janeiro, fundada a 10 de abril de 2004. 

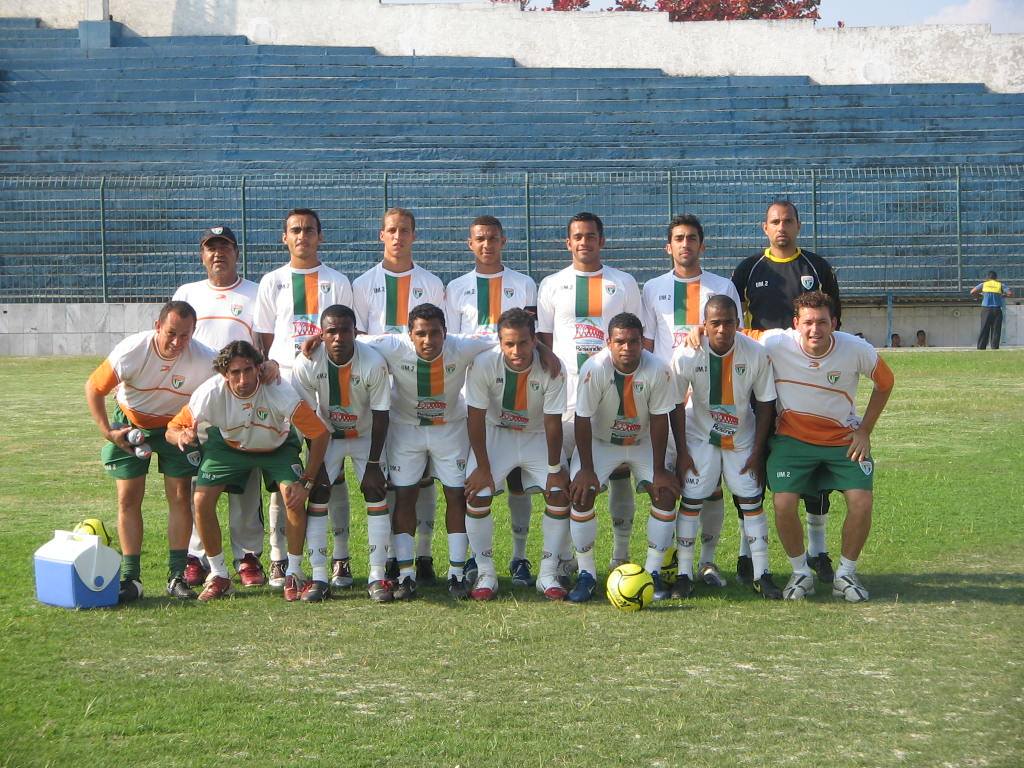
Equipe profissional do Villa Rio, em 2007. Foto de Paulo Roberto Rodrigues

## História
Estréia na Terceira Divisão de Profissionais do estado do Rio de Janeiro em 2005, quando se classifica em primeiro lugar no seu grupo na primeira fase. Acaba eliminado na quartas-de-final pelo Rubro Social Esporte Clube em jogos de ida e volta.
Em 2006, é convidado a participar da Segunda Divisão de Profissionais com vários outros participantes da Terceira. Para subir de divisão, teria que ultrapassar uma fase preliminar. O Villa Rio consegue, classificando-se em segundo em seu grupo, automaticamente se inscrevendo para a Segunda Divisão do ano seguinte. Os times que não conseguiram passar dessa fase continuaram ou caíram para a Terceira Divisão. Entretanto, o clube não consegue chegar mais longe nesse campeonato, apenas alcançando o objetivo primordial de ficar na Segunda Divisão.

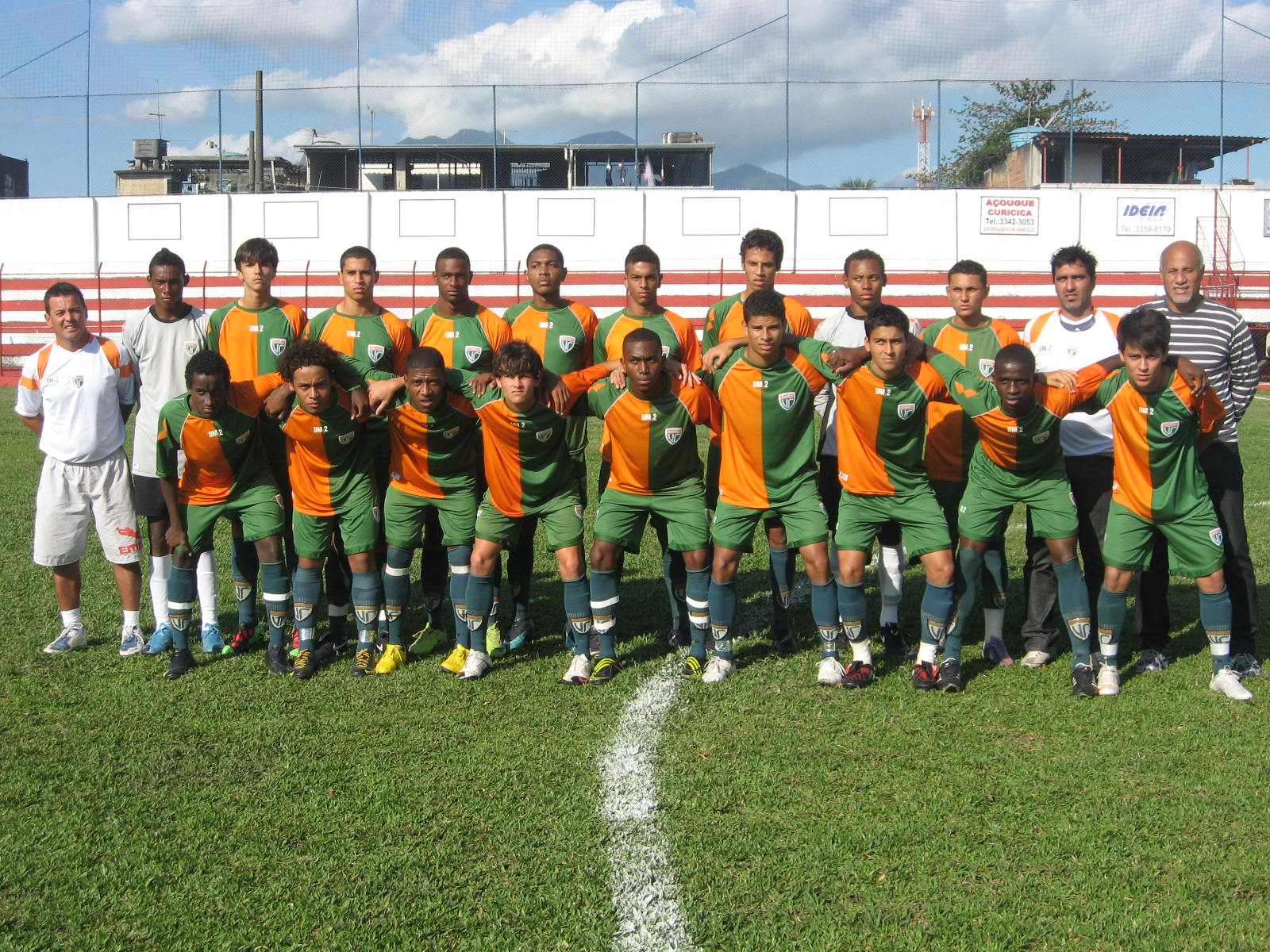
Equipe de Juniores do Villa Rio em 2010

Em 2007, passa da primeira fase classificando-se em terceiro. Na segunda fase consegue também se classificar, chegando em terceiro novamente. Na fase seguinte é eliminado.
Em 2008, quase ocorre um grande revés para a agremiação. A campanha é péssima e o clube acaba numa espécie de "grupo da morte" com mais três clubes: Céres Futebol Clube, Independente Esportes Clube Macaé e o Serrano Foot Ball Club. Acaba ficando em segundo lugar, o Céres em primeiro, e os dois outros são rebaixados à Terceira Divisão de Profissionais.
Sua sede administrativa se localiza na Barra da Tijuca. Em 2008, passou a treinar na cidade de Resende, após um acordo firmado com a Prefeitura de Resende. A agremiação passou a mandar seus jogos no Estádio do Trabalhador. Como parte do acordo, o Villa Rio custeou toda a reforma do Estádio para cumprir as exigências do Estatuto do Torcedor.
Em 2009, faz má campanha na primeira fase, sendo obrigado a jogar novamente o "Grupo da Morte", ou torneio de descenso, contra Profute Futebol Clube, Campo Grande Atlético Clube, Angra dos Reis Esporte Clube e Aperibeense Futebol Clube, quando acaba rebaixado à Terceira Divisão juntamente com o Campo Grande Atlético Clube e o Grande Rio Bréscia Clube, que desistira de disputar. Passa a utilizar o estádio Niélsen Louzada, do Mesquita Futebol Clube, para mando de seus jogos e treinamentos.
Em 2010, sedia os seus jogos no estádio Caio Martins, em Niterói. Disputa a Terceira Divisão do Rio de Janeiro, mas é eliminado na segunda fase da competição.

## Fonte
- VIANA, Eduardo. Implantação do futebol Profissional no Estado do Rio de Janeiro. Rio de Janeiro: Editora Cátedra, s/d.